# 하비 걸
하비 걸(The Harvey Girls)은 미국에서 제작된 조지 시드니 감독의 1946년 영화이다. 주디 갈랜드 등이 주연으로 출연하였고 아서 프리드 등이 제작에 참여하였다.

## 출연

### 주연
- 주디 갈랜드
- 존 호디악

### 조연
- 레이 볼거
- 프레스턴 포스터
- 버지니아 오브라이언
- 안젤라 랜즈베리
- 마조리 메인
- 칠 윌스
- 케니 베이커
- 셀레나 로일
- 시드 카리스
- 루스 브래디
- 캐서린 맥리드
- 잭 램버트
- 에드워드 얼
- 윌리엄 빌 필립스
- 노먼 리빗
- 모리스 안크럼
- 밋첼 루이스
- 스티븐 맥널리
- 레이 틸
- 로버트 에멧 오코너
- 버넌 던트
- 하젤 브룩스
- 루실 케이시
- 잭 클리포드
- 버지니아 데이비스
- 메리 조 엘리스
- 케이 잉글리쉬
- 메리 제인 프렌치
- 샘 가렛
- 제인 홀

## 제작진
- 협력프로듀서: 로저 에덴스
- 미술: 윌리엄 페라리
- 미술: 세드릭 기븐스
- 의상: 헬렌 로즈